# Alfonso Álvarez de Villasandino
Alfonso Álvarez de Villasandino (Villasandino, 1340 – 1425) è stato un poeta spagnolo.
Poco sappiamo della sua vita, ma ci restano alcune sue composizioni profane e religiose nel noto Cancionero de Baena.